# 朱道日
朱道日（韓語：주도일，1921年3月25日—1994年7月5日），又名朱道一，中国吉林省汪清县人（另一说为延吉县），祖籍咸镜南道咸兴市。1936年春参加中共领导的东北抗日联军，在第一路军警卫旅任卫兵、传令兵，1941年3月加入中国共产党，1941年9月随郭池山退入苏联境内。被编入苏联远东方面军独立第88步兵旅。
1945年回朝鲜，朝鲜人民军建立后担任基层指挥职务，先后在连长、营长，1950年参加朝鲜战争。1954年赴苏联留学。1958年6月任第20旅旅长。1961年9月在朝鲜劳动党四大当选候补中央委员。1962年任师长，1964年12月任第15师师长（中文资料称不晚于1964年3月前担任第6军军长）。1970年11月劳动党五大当选为中央委员。1972年5月任第2军军长。1978年任第3军军长，晋升上将。1980年10月劳动党六大当选为中央委员、中央军事委员会委员。1981年任人民武装力量部副部长兼军团长。1985年4月晋升大将。1988年12月任朝鲜人民军平壤防御司令部司令官。1990年5月当选国防委员会委员，1992年4月晋升次帅。1994年7月5日逝世。